# Philippe Decouflé
Philippe Decouflé (Neuilly-sur-Seine, 22 oktober 1961) is een Franse choreograaf, danser, mimespeler en theaterregisseur. 

## Biografie
In zijn jeugd reisde hij naar Marokko en Libanon. Zijn creatieve vaardigheden leerde hij op de Fratellini École du Cirque en de Marceau Mime School. Als tiener ging hij naar nachtclubs en voelde zich daar tot de hedendaagse dans aangetrokken. Hij verhuisde daarom naar het Centre National de la Danse Contemporaine in Angers om onder toezicht van de choreograaf Alwin Nicolais te studeren. Na een korte carrière als solo-danser, vormde hij de Decouflé Company of Arts in Bagnolet in 1982, beter bekend als de Compagnie DCA. Het gezelschap vestigde zich in 1995 in Saint-Denis. 

## Activiteiten
- Hij heeft gewerkt voor het Lyon Opera Ballet.
- Hij heeft de choreografie van de muziekvideo voor New Order True Faith en Fine Young Cannibals She Drives Me Crazy ontworpen.
- Hij won de prijs voor Best Music Video op de Brit Awards in 1988.
- Hij won in 1989 op het filmfestival van Venetië Zilveren Leeuw voor zijn reclame voor Polaroid.
- Hij ontwierp de choreografie voor de openings- en sluitingsceremonie van de Olympische Winterspelen van 1992, met een televisiepubliek van meer dan twee miljard mensen.
- Hij zorgde voor de openingsceremonie op het wereldkampioenschap rugby van 2007 met een parade in Saint-Denis in Parijs met meer dan 1 000 vrijwilligers.
- Decouflé is eveneens de schrijver en regisseur van de show Iris voor het Cirque du Soleil.